# Vladimir Kolev
Vladimir Kolev est un boxeur bulgare né le 18 avril 1954 à Sofia.

## Carrière
Sa carrière amateur est principalement marquée par une médaille de bronze remportée aux Jeux olympiques de Montréal en 1976 en poids super-légers et une médaille d'argent lors des championnats du monde de La Havane en 1974.

### Jeux olympiques
- Médaille de bronze en -63,5 kg aux Jeux de 1976 à Montréal